# Zwembad Zwanemeer Gieten
Zwembad Zwanemeer Gieten is een in 1935 opgericht openluchtzwembad. Het zwembad ligt in de gemeente Aa en Hunze nabij het dorp Gieten in het Zwanemeerbos.

## Algemeen
Het zwembad bestaat uit 3 baden. Er is een 25 meter bad (diepte 2,10m), een recreatiebad (diepte 0,50 tot 1,30m) en een peuterbad (diepte 0,15 tot 0,35m). De watertemperatuur bedraagt 25°C. Er is een groot strand met zowel schaduw- als zonplekken, een volleybalveld en een beachvoetbalveld. Ook zijn er ligweides en is er een terras.

### Recreatiebad
Het recreatiebad heeft verschillende dieptes gescheiden door lijnen en heeft de volgende attracties: een familieglijbaan van twaalf meter lang, een stroomversnelling, een water-paddenstoel, een spuitpaal en een bruisbank.

### 25 meter bad
Het 25 meter bad is geschikt voor zowel wedstrijdzwemmen als waterpolo en werd door de inmiddels opgeheven zwemvereniging (Zwemclub Zwanemeer Gieten) gebruikt voor wedstrijden en trainingen. Ook is er een duikplank.

## Geschiedenis
In 1933 begonnen de voorbereidingen van de bouw van een zwembad in Gieten. Dit project is gerealiseerd in het kader van de werkverschaffing. Op 29 juni 1935 was de opening. In de loop der jaren zijn er verschillende verbouwingen geweest. In 1995 is het zwembad grondig gerenoveerd.